# Anissa Daoud
Anissa Daoud (tiếng Ả Rập: أنيسة داود) là một nữ diễn viên, tác giả và nhà sản xuất người Pháp gốc Tunisia. Sống giữa Paris và Tunis, cô là một phần của tập thể nghệ sĩ cộng tác viên sản xuất (APA).

## Sự nghiệp
Anissa Daoud lớn lên ở Tunisia, có cha mẹ là người Tunisia. Tự học, sự nghiệp diễn xuất của cô bắt đầu trong điện ảnh với vai chính trong She and He (Elle et Lui) của Elyes Baccar, Thalathun của Fadhel Jaziri, The Long Night của đạo diễn Syria HHR Ali hoặc La Tendresse Du Loup của Jilani Saadi, mà cô đã nhận được nhiều giải thưởng. Tại Nhà hát, cô tham gia, với tư cách là một nữ diễn viên và trợ lý dàn dựng, cho các sản phẩm của đạo diễn Mohamed Guellati ở Pháp, Châu Phi hoặc Palestine (Nhà hát Tự do ở Jenin) trong vài năm. Cô cũng làm việc dưới sự chỉ đạo của biên đạo múa Franco-Comoran fr: Karry Kamal Karry. Năm 2010, cô đã trở lại với nguồn gốc tiếng Ý của mình ở phiên dịch tiếng Napoli, bằng tiếng Ý, vai trò của Juliet ở Romeo và Juliet do Alexander Zeldin đạo diễn cho Lễ hội Teatro của Napoli. Từ năm 2009, Anissa đã tham gia với đạo diễn Lotfi Achour với vai trò đồng diễn viên và nữ diễn viên trong các chương trình ca nhạc và sân khấu Hobb Story, Sex in The Arab City và Macbeth: Leila và Ben có Bloody History, được tạo ra cho Thế vận hội London 2012. Họ cùng nhau thành lập APA: Nghệ sĩ sản xuất liên kết, và thông qua đó, cô đã sản xuất nhiều chương trình và phim khác nhau, một số trong số đó là trong các cuộc thi chính thức tại các liên hoan hàng đầu như Clermont-Ferrand, Dubai, Cannes hay Liên hoan phim Venice. Gần đây, cô đã đóng vai nữ chính trong Jeunesse Tunsienne- Tunisia mùa xuân của Raja Amari và được sản xuất bởi Arte, giành giải Nữ diễn viên xuất sắc nhất trong Liên hoan phim quốc tế Durban - Nam Phi, và trong Les Frontières du Ciel của Fares Naanaa mà cô có cũng nhận được giải Nữ diễn viên xuất sắc nhất tại Rencontre des Réalisateurs Tunisiens.
Năm 2016, cô là một trong những nhân vật chính, đồng tác giả hoặc đồng sản xuất của tính năng đầu tiên của Lotfi Achour "Demain dès l'Aube".

## Đóng phim

### Rạp chiếu bóng

#### Nhân vật chính
- 2004 : Elle et lui d'Elyès Baccar : Cô ấy
- 2004 : Đám cưới mùa hè de Mokhtar Ladjimi : Cô dâu
- 2006 : Sự dịu dàng của sói của Jilani Saadi
- 2007 : Khoảng ba mươi Fadhel Jaziri
- 2009 : Al-Layl al-Taweel (Đêm dài) de HHR Ali
- 2014 : Bản in tunisien de Raja Amari
- 2015 : Biên giới của bầu trời của Fares Naanaa [2]
- 2016 : Ngày mai từ bình minh của Lotfi Achour : Zeïneb [3]
- 2017 : Người đẹp và Gói hàng Kaouther Ben Hania : Faïza

#### Phim ngắn
- 1999 : Tunis... con gái của thế kỷ của Taïeb Jellouli [4]
- 2010 : Album của Shiraz Fradi
- 2010 : Đang kéo của Najwa Slama Limam
- 2014 : Hãy để tôi hoàn thành của Doria Achour
- 2014 : Bố của Lotfi Achour
- 2016 : Phần còn lại là công việc của người đàn ông của Doria Achour

### Truyền hình
- 2008 : Bản thân bạn biết của John Gabriel Biggie
- 2008 : Biệt thự Chi Nhài của Ferid Boughedir

### Phim tài liệu
- 2008 : Chào! Đừng quên thì là của Hala Abdalla Yacoub
- 2013 : Nghệ sĩ ở Tunisia của Serge Moati
- 2014: 7 mạng sống của Lilia Blaise et Amine Boufaied

## Rạp hát

### Sân khấu
Cô thường xuyên cộng tác trong công việc của công ty sân khấu Pháp, La Grave và Burlesque Équipée du Cycliste. Trong số các vở kịch của anh ấy có Bạn có con cừu xinh đẹp như vậy, tại sao bạn không nói về con cừu?, một thơ ca, chính trị và một chương trình khôi hài về thuộc địa và các mối quan hệ thuộc địa mới, và một tác phẩm sáng tạo về Palestine, có tựa đề Nakba, khi đang đi bộ, tôi đã nhìn thấy. Năm 2013, cùng với Jawhar Basti và Lotfi Achour, cô đã chuyển thể vở kịch của William Shakespeare, Macbeth, trong bối cảnh Tunisia thời hậu cách mạng. Bản chuyển thể của họ, có tên Macbeth: Leila and Ben - A Bloody History, được tạo ra ở London cho Olympic Văn hóa 2012 (tiếng Anh) và Thế giới Lễ hội Shakespeare.

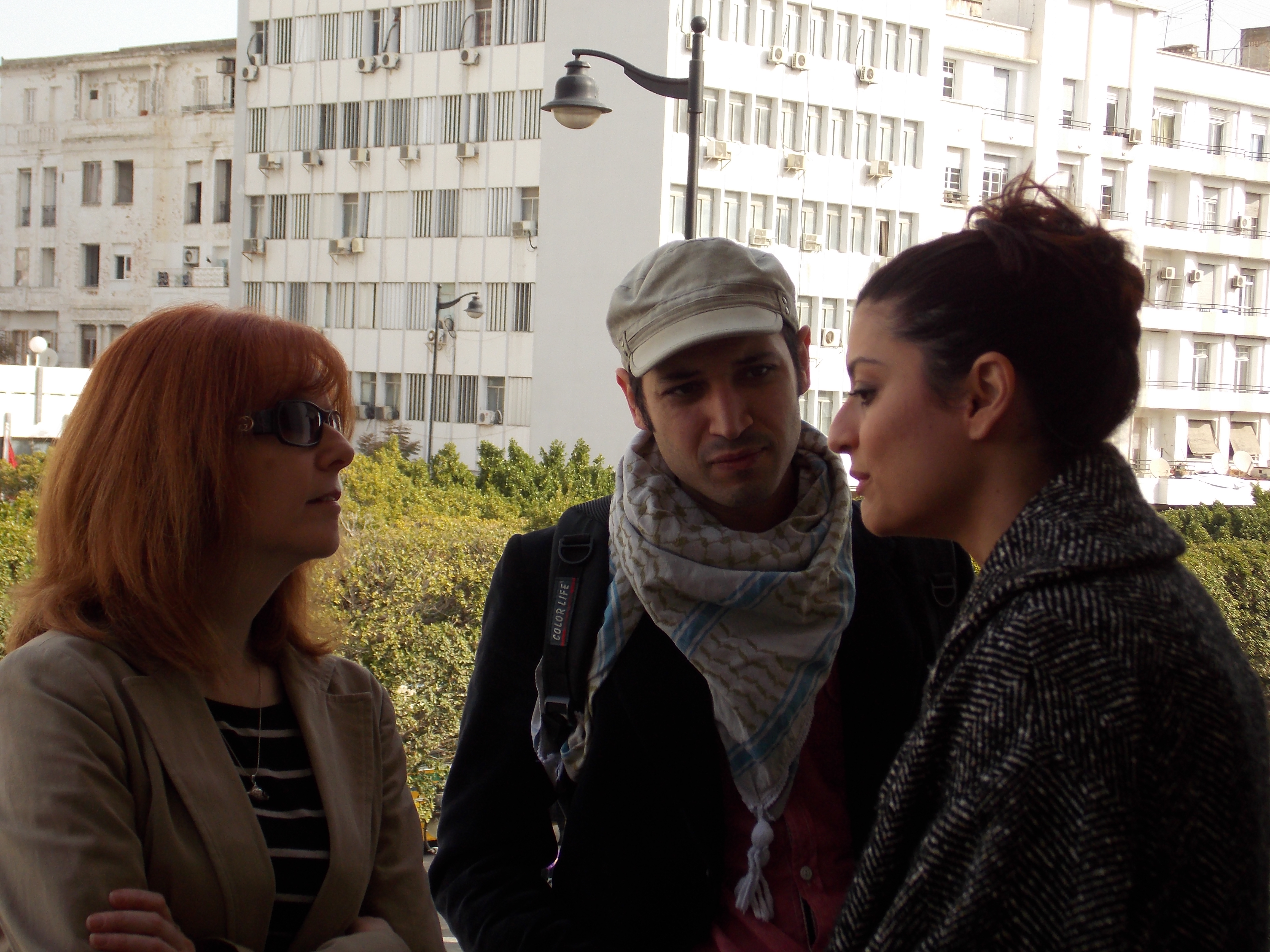
De droite à gauche: Anissa Daoud, Jawhar Basti et une représentante de la Công ty Shakespeare

### Vở kịch
- 2001 : Chân của chiến tranh : bởi Mohamed Guellati
- 2001 : Vịnh nhỏ : bởi Mohamed Guellati
- 2003 : La Mã : bởi Elyès Baccar, bản hợp xướng của Karry Kamal Karry
- 2006 : Y'en một bon cộng! : bởi Mohamed Guellati
- 2006 : Vous avez de si jolis moutons, pourquoi vous ne parlez pas des moutons? (Bạn có cừu xinh thế này, sao bạn không nói về cừu?) : bởi Mohamed Guellati
- Nakba 2007, en marchant j'ai vu : bởi Mohamed Guellati và Juliano Mer-Khamis
- Câu chuyện Hobb năm 2009 - Quan hệ tình dục ở thành phố (Ả Rập) : bởi Lotfi Achour (diễn xuất và chăn bò)
- 2010 : Roméo et Juliette của William Shakespeare: bởi bước đi của Zlexin
- 2012 : Leila và Ben - Lịch sử đẫm máu: bởi Lotfi Achour (diễn xuất và chăn bò avec Lotfi Achour và Jaouhar Basti)
- 2014 : Je suis encore en vie: bởi Jacques Allaire

## Sự khác biệt và giải thưởng
- Giải Actrice hay nhất tại Liên hoan phim quốc tế de Durban cho vai diễn trong Printemps tunisien (Mùa xuân Tunisia)
- Giải thưởng nữ diễn viên xuất sắc nhất tại Festival du cinéma châuain de Tarifa cho vai diễn trong Tendresse du loup (Sự dịu dàng của sói)
- Giải thưởng nữ diễn viên xuất sắc nhất tại Liên hoan phim quốc tế du phim d' lexandrie cho vai diễn trong Tendresse du loup
- Giải thưởng nữ diễn viên xuất sắc nhất tại Liên hoan phim quốc tế de Mascate cho vai diễn trong Tendresse du loup
- Giải thưởng nữ diễn viên xuất sắc nhất tại Rencontre des réalisateurs tunisiens cho vai diễn trong Les Frontières du ciel (Biên giới của bầu trời)